# Ferme de Moyembrie
La ferme de Moyembrie est un établissement rural de réinsertion pour détenus en fin de peine situé dans l'Aisne. Créée dans les années 1990, elle est membre du Mouvement Emmaüs depuis 2009.

## Organisation
La ferme de 25 hectares est située dans la commune de Coucy-le-Château-Auffrique, dans l'Aisne. Les six membres du personnel encadrent en 2016 dix-huit personnes écrouées en aménagement de peine, présentes pour six mois à un an. Les résidents sont salariés de la structure à temps partiel (21 heures par semaine) et travaillent le matin, consacrant leurs après-midis à des formalités essentielles à leur réinsertion future : recherche d'emploi, démarches administratives, rendez-vous médicaux. Contrairement à ce qui se fait dans d'autres programmes de réinsertion des détenus en France, les salariés de la Ferme de Moyembrie ne rentrent pas à leur centre de détention le soir mais restent au contraire sur le site, où ils sont hébergés. Après la fin de leur peine, ils peuvent terminer leur contrat d'insertion mais ne sont plus hébergés par l'administration pénitentiaire, ils ne peuvent donc plus résider à la ferme. Ils peuvent choisir de loger à la Maison relais appartenant à l'association et située dans le village de Coucy-le-Château.
Les activités de la ferme sont le maraîchage biologique, l'élevage et la fabrication de fromage. Les salariés sont assignés à une tâche, sous la responsabilité d'un encadrant technique. Par ailleurs, ils sont soutenus dans leurs démarches diverses par une intervenante sociale.

## Partenariats
La ferme travaille avec les établissements pénitentiaires proches : le centre pénitentiaire de Laon (Aisne) et le Centre pénitentiaire de Liancourt (Oise). Elle est membre du réseau Emmaüs,. Les produits bio de la ferme sont notamment commercialisés à travers cinq associations pour le maintien d'une agriculture paysanne (AMAP), dont quatre en Picardie et une à Montreuil, en région parisienne, au siège d'Emmaüs France.

## Histoire
La structure a été créée en 1990 par Jacques et Geneviève Pluvinage. Ils y reçoivent des anciens détenus à partir de 1996 et la gestion est confiée à une association spécifique en 2002. En 2004, la ferme est agréée pour recevoir des détenus et deux ans plus tard, elle est reconnue comme chantier d'insertion.
Elle rejoint le mouvement Emmaüs en 2009. Depuis 2013 et un apport de fonds du mouvement, l'association est soutenue par Emmaüs France pour essaimer le modèle en France. L'objectif en 2017 est de créer une ferme par interrégion pénitentiaire. Une deuxième structure a ouvert à Lespinassière, dans l'Aude, à l'initiative de Samuel Gautier, co-réalisateur du documentaire "À l'air libre", après deux ans de bénévolat à Moyembrie.
L'association a fait l'objet d'un film documentaire long métrage, "À l'air libre", réalisé par Nicolas Ferran et Samuel Gautier, militants à l'Observatoire international des prisons, et sorti en mai 2016.